# 1494 en philosophie
Chronologie de la philosophie
- 1490
- 1491
- 1492
- 1493
- 1494
- 1495
- 1496
- 1497
- 1498

L’année 1494 a été marquée, en philosophie, par les événements suivants :

## Naissances
- Domingo de Soto (né en 1494 à Ségovie - † 15 novembre 1560 à Salamanque) était un théologien dominicain espagnol du XVIe siècle, qui fut également philosophe et juriste, et est considéré comme l'un des grands humanistes espagnols.